# Познань (село)
По́знань — село в Україні, у Березівській сільській громаді Сарненського району Рівненської області. Населення становить 1375 осіб.
Останнім часом село Познань разом із сусіднім селом Глинне, що складали Глиннівську сільську раду займають перше місце в Європі по народжуваності. Середньостатистична сім'я в Познані складається із 5-6 дітей. У селі є школа із сучасним дизайном. Крім школи є фельдшерсько-акушерський пункт, сільський клуб, і цілий ряд магазинів.

## Населення
За переписом населення 2001 року в селі мешкало 1 375 осіб.

### Мова
Розподіл населення за рідною мовою за даними перепису 2001 року:
| Мова       | Відсоток |
| ---------- | -------- |
| українська | 97,53 %  |
| білоруська | 2,11 %   |
| російська  | 0,36 %   |